# Kępa (Pigany)
Kępa – część wsi Pigany w Polsce położona w województwie podkarpackim, w powiecie przeworskim, w gminie Sieniawa, w sołectwie Pigany
W latach 1975–1998 miejscowość położona była w województwie przemyskim.
Kępa jest położona od strony Sanu i obejmuje 7 domów.